# Цемах, Владимир Борисович
Владимир Борисович Цемах (позывной «Борисыч»; укр. Володимир Борисович Цемах; род. 4 июля 1961, Снежное, Донецкая область, Украинская ССР) — военнослужащий самопровозглашённой Донецкой Народной Республики, бывший советский военный. В 2014 — командир роты ПВО ДНР в городе Снежное.
В июне 2019 года в ходе спецоперации СБУ был задержан на территории подконтрольной ДНР и вывезен в Киев, где был помещён под арест. 5 сентября суд отпустил Цемаха из-под ареста, а 7 сентября его передали в Россию в рамках обмена пленными. После освобождения вернулся в ДНР.

## Биография
Родился 4 июля 1961 года в Снежном, Донецкой области.
Окончил Полтавское высшее зенитное ракетное командное училище.
Служил в Вооруженных силах СССР, участвовал в боевых действиях во время Афганской войны, где был командиром взвода зенитных самоходных установок ЗСУ-23-4. Дальнейшую службу проходил на Дальнем Востоке. В запасе с 1992 года. Проживал в г. Снежное.

### Война на востоке Украины
С весны 2014 года принимал активное участие в боевых действиях на востоке Украины на стороне сил Донецкой народной республики. Первая боевая должность, по данным тогдашнего министра обороны ДНР Игоря Гиркина (Стрелкова), — командир расчета мобильных установок ЗУ-23-2 в районе поселка Семёновка в ходе боев за Славянск.
Был командиром отдельной роты противовоздушной обороны в городе Снежное с момента её формирования 7 июня 2014 года. Именно из района города Снежное (пгт Первомайский), по версии международного следствия, 17 июля 2014 года был сбит Boeing 777 рейса MH17.
В российском видео Цемах лично проводил съёмочную группу по местам катастрофы малайзийского «Боинга» и рассказывал о сбитии Су-25, которое состоялось 16 июля. Из его рассказа Bellingcat сделал вывод, что Цемах располагает информацией о передвижении и непосредственно участвовал в сокрытии после катастрофы ЗРК «Бук», из которого и был сбит «Боинг».
По данным украинского журналиста Юрия Бутусова, рота Цемаха в течение июля — августа 2014 года совместно с Вооруженными силами России атаковала самолёты и вертолеты Вооруженных сил Украины. По информации Бутусова, в должности командира роты Цемах знал полевых командиров ДНР в районе города Снежное и владел информацией о роли Гиркина (Стрелкова) и российских военных в боях на российско-украинской границе.
Согласно заявлениям Гиркина (Стрелкова), рота Цемаха в течение июля — августа 2014 года имела на вооружении несколько расчетов ЗУ-23-2 и зенитных установок НСВ-12,7 «Утес», однако не имела вооружения, способного сбить «Боинг».
По данным издания «TheБабель», Цемах организовывал поставку военной техники, тяжёлого вооружения, стрелкового оружия и боеприпасов из России на территорию Донецкой области и их распределение среди военнослужащих ДНР в городе Снежное.
По информации Бутусова, в награду за успешную службу летом 2014 года Цемах в октябре 2014 года получил звание подполковника и был повышен до заместителя командира бригады по ПВО 1-й отдельной мотострелковой бригады Вооружённых сил ДНР.
В марте 2015 года Цемаха освободили от должности и направили на учёт в военный комиссариат ДНР города Донецка. В марте 2017 года был назначен заместителем командира батальона воинской части 08819, однако впоследствии досрочно уволен в запас по возрасту.

### Задержание и арест
27 июня 2019 года в рамках спецоперации Службы безопасности Украины Цемах был задержан в собственной квартире в Снежном и выведен на контролируемую Украиной территорию через линию фронта возле Донецка. По данным издания «Петр и Мазепа», операция готовилась силами контрразведки СБУ в течение 2 лет, задержания и вывоз осуществляли также агенты — предварительно завербованные в России граждане Украины. Различные источники впоследствии также сообщили, что в операции по переправке Цемаха участвовала также военная разведка Украины, во время которой смертельные ранения получил старший сержант 74-го разведывательного батальона Александр Колодяжный, а также потерял ногу солдат Дмитрий Гержан — выходя с территории ДНР в районе Марьинки, они подорвались на противопехотных минах.
28 июня Цемах был доставлен в Киев, а уже на следующий день Шевченковский районный суд Киева арестовал его на два месяца. Против него были выдвинуты обвинения по статье 258-3 ч. 1 Уголовного кодекса Украины («Создание террористической группы или террористической организации», от 8 до 15 лет лишения свободы).
5 сентября Цемаха отпустили из-под ареста, хотя за 2 дня до того, 3 сентября, суд продлил арест Цемаха. Освобождение произошло вследствие ходатайства России. На Цемаха возложили определённые личные обязательства — в частности, являться по вызову суда, но не надели электронный браслет. Прокуратура требовала оставить Цемаха под арестом, заявляя, что он может скрыться. Представитель прокуратуры Олег Пересада сказал, что теперь Цемах будет «достаточно труднодоступен для международной совместной следственной группы».
К делу Цемаха значительный интерес проявила прокуратура Нидерландов, сочтя его ценным свидетелем в расследовании гибели малайзийского «Боинга». Предполагалось, что показания Цемаха в суде в Нидерландах могут повысить легитимность следствия, поскольку на сентябрь 2019 года он был единственным доступным свидетелем, непосредственно причастным к боевым действиям на месте и во время атаки на самолёт, мог иметь информацию и о конкретных событиях, и о цепочке командования. Следственные органы Украины передали записи допросов Цемаха в прокуратуру Нидерландов.
В конце августа — начале сентября СМИ сообщали о возможном участии Цемаха в обмене пленными между Россией и Украиной. На Украине считается, что на выдаче Цемаха настаивала Россия, ставя его передачу условием освобождения режиссёра Олега Сенцова.

### Передача в Россию
7 сентября 2019 года Цемах был передан в Россию в рамках обмена пленными в формате «35 на 35».